# ニコ・ウィリアムズ
ニコ・ウィリアムズ（Nico Williams, 2002年7月12日 - ）は、スペイン・ナバラ州パンプローナ出身のプロサッカー選手。アスレティック・ビルバオ所属。スペイン代表。ポジションはフォワード。実兄は同じくアスレティック・ビルバオに所属しているイニャキ・ウィリアムズ。

## 経歴

### クラブ
2013年、オサスナのカンテラからアスレティック・ビルバオのカンテラに移った。2019-20シーズンからCチームであるバスコニアでプレーすると、翌シーズンにはアスレティック・ビルバオBに昇格し、リーグ戦24試合で9ゴール挙げた。
2021年4月28日、この日のレアル・バリャドリード戦に出場し、トップチームデビューを果たした。この試合には兄のイニャキ・ウィリアムズも出場しており、兄弟揃ってアスレティック・ビルバオの選手としてピッチに立った選手は、1986年のフリオ・サリナス、パチ・サリナス兄弟以来である。
2022年1月6日のコパ・デル・レイ3回戦、アトレティコ・マンチャ・レアル戦でトップチーム初得点を記録。1週間後に開催されたスーペルコパ・デ・エスパーニャ準決勝のアトレティコ・マドリード戦では、途中出場から逆転ゴールを挙げ、チームの決勝進出に貢献した。
1月20日のコパ・デル・レイベスト16、バルセロナ戦への出場で契約条項を満たしたため、トップチーム契約を結ぶこととなった。
2022年9月11日のエルチェ戦でラ・リーガ初得点を記録し、8日後のラージョ・バジェカーノ戦では、サン・マメスでの初ゴールも挙げた。
2024年8月、EURO2024での優勝に大きく貢献したことにより、バルセロナなどのチームからオファーされたが、残留することを決めた。
2025年夏も再びバルセロナなどへの移籍が取りざたされていたが、2035年まで契約を延長し、契約解除金も大幅に増額された。バルセロナがサラリーキャップ超過問題で、度々選手登録ができなくなっていることが影響したとする指摘もある。

### 代表
2022年9月16日にルイス・エンリケ監督によってスペイン代表に召集された。同月25日、UEFAネーションズリーグのスイス戦で、63分にパブロ・サラビアとの途中交代でA代表初キャップ。
2022年11月11日、W杯カタール大会に臨むメンバーの1人に選ばれた。
2024年、UEFA EURO、ベスト16で対戦したジョージアとの対戦で1得点を挙げた。さらに決勝のイングランド戦でも先制ゴールを挙げ、スペインの優勝に貢献した。

## 個人成績

### クラブ
| 国内大会個人成績 | 国内大会個人成績         | 国内大会個人成績 | 国内大会個人成績 | 国内大会個人成績 | 国内大会個人成績 | 国内大会個人成績 | 国内大会個人成績 | 国内大会個人成績 | 国内大会個人成績 | 国内大会個人成績 | 国内大会個人成績 |
| 年度             | クラブ                   | 背番号           | リーグ           | リーグ戦         | リーグ戦         | リーグ杯         | リーグ杯         | オープン杯       | オープン杯       | 期間通算         | 期間通算         |
| 年度             | クラブ                   | 背番号           | リーグ           | 出場             | 得点             | 出場             | 得点             | 出場             | 得点             | 出場             | 得点             |
| スペイン         | スペイン                 | スペイン         | スペイン         | リーグ戦         | リーグ戦         | 国王杯           | 国王杯           | オープン杯       | オープン杯       | 期間通算         | 期間通算         |
| ---------------- | ------------------------ | ---------------- | ---------------- | ---------------- | ---------------- | ---------------- | ---------------- | ---------------- | ---------------- | ---------------- | ---------------- |
| 2020-21          | アスレティック・ビルバオ | 30               | ラ・リーガ       | 2                | 0                | 0                | 0                | -                | -                | 2                | 0                |
| 2021-22          | アスレティック・ビルバオ | 30               | ラ・リーガ       | 34               | 0                | 4                | 2                | -                | -                | 38               | 2                |
| 2022-23          | アスレティック・ビルバオ | 11               | ラ・リーガ       | 36               | 6                | 7                | 3                | -                | -                | 43               | 9                |
| 2023-24          | アスレティック・ビルバオ | 11               | ラ・リーガ       | 31               | 5                | 6                | 3                | -                | -                | 37               | 8                |
| 2024-25          | アスレティック・ビルバオ | 10               | ラ・リーガ       | 29               | 5                | 2                | 1                | -                | -                | 31               | 6                |
| 通算             | スペイン                 | スペイン         | ラ・リーガ       | 132              | 16               | 19               | 9                | -                | -                | 151              | 25               |
| 総通算           | 総通算                   | 総通算           | 総通算           | 132              | 16               | 19               | 9                | 0                | 0                | 151              | 25               |

### 代表
| スペイン代表 | 国際Aマッチ | 国際Aマッチ |
| 年           | 出場        | 得点        |
| ------------ | ----------- | ----------- |
| 2022         | 7           | 1           |
| 2023         | 4           | 1           |
| 2024         | 13          | 2           |
| 2025         | 4           | 2           |
| 通算         | 28          | 6           |

#### ゴール
| #  | 年月日         | 開催地                                          | 対戦国       | 勝敗 | 試合概要                                    |
| -- | -------------- | ----------------------------------------------- | ------------ | ---- | ------------------------------------------- |
| 1. | 2022年11月17日 | アンマン国際スタジアム（ ヨルダン）             | ヨルダン     | ○3-1 | 親善試合                                    |
| 2. | 2023年9月8日   | ボリス・パイチャーゼ・スタジアム（ ジョージア） | ジョージア   | ○2-1 | UEFA EURO 2024予選・グループA               |
| 3. | 2024年6月30日  | ラインエネルギーシュタディオン（ ドイツ）       | ジョージア   | ○4-1 | UEFA EURO 2024                              |
| 4. | 2024年7月14日  | ベルリン・オリンピアシュタディオン（ ドイツ）   | イングランド | ○2-1 | UEFA EURO 2024                              |
| 5. | 2025年3月20日  | フェイエノールト・スタディオン（ オランダ）     | オランダ     | △2-2 | UEFAネーションズリーグ2024-25・リーグA      |
| 6. | 2025年6月5日   | MHPアレーナ（ ドイツ）                          | フランス     | ○5-4 | UEFAネーションズリーグ2024-25・決勝ラウンド |

## タイトル

### クラブ
アスレティック・ビルバオ
- コパ・デル・レイ（2023-24）

### 代表
スペイン代表
- UEFA欧州選手権（2024）[13]